# Pirineos-Monte Perdido
La apelación Pirineos-Monte Perdido (Pyrénées-Mont Perdu, en francés) designa un vasto conjunto montañoso transfronterizo de la cordillera de los Pirineos, entre España y Francia. Fue inscrito en 1997 en la lista del Patrimonio de la Humanidad de la Organización de las Naciones Unidas para la educación, la ciencia y la cultura (UNESCO) en el título de paisajes naturales y paisajes culturales.
El conjunto Pirineos-Monte Perdido conforma la unión de dos parques nacionales preexistentes:
- La parte oriental del parque nacional de los Pirineos en el departamento francés de Altos Pirineos: los circos de Gavarnie, Estaubé, Troumouse y Barroude, y algunos territorios situados en la zona periférica del parque sobre los municipios de Aragnouet, Gavarnie y Gèdre;
- el Parque nacional español de Ordesa y Monte Perdido en la comarca de Sobrarbe en Aragón, y algunas zonas adyacentes sobre los territorios de Bielsa,  Fanlo, Puértolas, Tella-Sin y Torla.

En Francia, en Altos Pirineos, los circos de Gavarnie, de Estaubé y de Troumouse así como la pared de Barroude ofrecen aspectos particulares de este lugar de alta montaña. En ellos se encuentran circos de origen glaciar, en las paredes escarpadas. La disposición de los pastos de mediana montaña, de las granjas de altitud es un testigo de una actividad agro-pastoral tradicional todavía presente.
En España, en la comunidad de Aragón, los valles de Ordesa, de Añisclo y de Escuaín están entre los más profundos de Europa. Los paisajes de mediana altitud de esta vertiente, utilizadas durante siglos por la agricultura en terrazas y la vida pastoral, son las marcas todavía visibles de una aventajada adaptación de los pastores a las exigencias de este medio.

## Geografía
El sitio de Pirineos-Monte Perdido es bi-nacional y se ubica entre una parte y otra de la frontera entre España y Francia, en el extremo sur del departamento de Altos Pirineos, en región Occitania lado francés, y al extremo norte de la provincia de Huesca, Aragón del lado español. Está centrado sobre el Macizo del Monte Perdido, el macizo calcáreo más elevado de Europa cuyo pico Monte Perdido culmina a 3.355 m. Su superficie total es de 30 639 ha y comprende, además del macizo central, otros espacios:
- Lado norte o francés, la propiedad compone la parte central del Parque nacional de los Pirineos y comprende cuatro circos glaciaires: el circo de Gavarnie al noroeste, el circo de Estaubé al norte, el circo de Troumouse y el circo de Barroude al noreste;
- Lado sur o español, se extienden cuatro valles profundos que pertenecen también al Parque nacional de Ordesa y Monte Perdido: el Valle de Ordesa al oeste, el Cañón de Añisclo prolongado por el Cañón del Vellos al sur, las Gargantas de Escuain al sudeste, y el elevado Valle de Pineta al este.[1]

## Patrimonio de la Humanidad

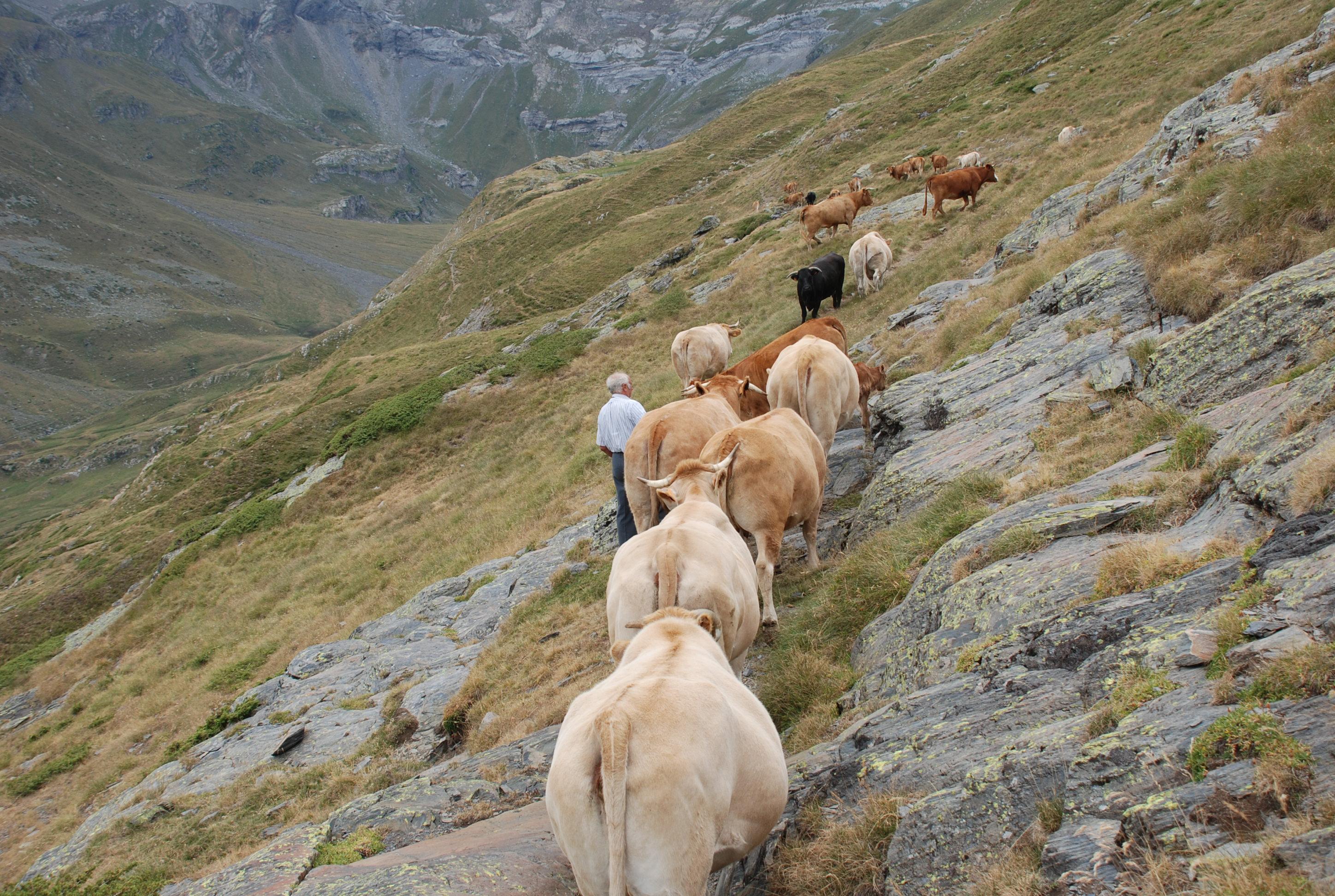
Ejemplo del criterio 5: Rebaño de vacas en verano en el Circo de Estaubé.

La inscripción al Patrimonio mundial de la Unesco se refiere a los 5 criterios siguientes, que traducen el «valor universal excepcional» del bien:
- criterio 3: «Los pastos y las praderas de Pirineos-Monte Perdido, con sus pueblos y los caminos que los conectan, son un testimonio de un sistema de trashumancia hoy muy escaso en Europa, todavía practicado por siete comunidades que viven en las proximidades de los límites del bien»;
- criterio 4: «Los elevados valles y las cumbres calcáreas de Pirineos-Monte Perdido son un ejemplo excepcional de paisaje determinado por un sistema de trashumancia pastoral que se ha desarrollado desde la Edad Media y persiste todavía»;
- criterio 5: «El modelo del hábitat de Pirineos-Monte Perdido con sus pueblos, sus campos y sus praderas, que es a la base de una migración estacional de las personas y de los animales hacia los pastos de altitud durante la estación de verano, es un ejemplo excepcional de un tipo de transhumancia que fue difundido antaño en las regiones montañosas de Europa, pero que resulta hoy muy escaso»;
- criterio 7: «El bien es un paisaje excepcional de praderas, lagos, grutas, montañas y bosques. Además, la región presenta un gran interés para la ciencia y la conservación, poseyendo toda una gama de elementos geológicos, panorámicos, faunísticos y florísticos que hacen del sitio uno de los espacios protegidos alpinos de mayor entidad de Europa»;
- criterio 8: « El macizo calcáreo de Monte Perdido presenta una serie de formaciones geológicas clásicas tales como los cañones profundamente excavados y de circos espectaculares. La región se distingue por el hecho que se trata de una zona de colisión tectónica entre la placa ibérica y la placa de Europa occidental. El bien presenta una unidad geológica excepcional, porque se trata de un macizo calcáreo con su centro en Monte Perdido. El paisaje que resulta es considerablemente diferente en la vertiente norte (Francia) y en la vertiente sur (España)».

## Galería de imágenes

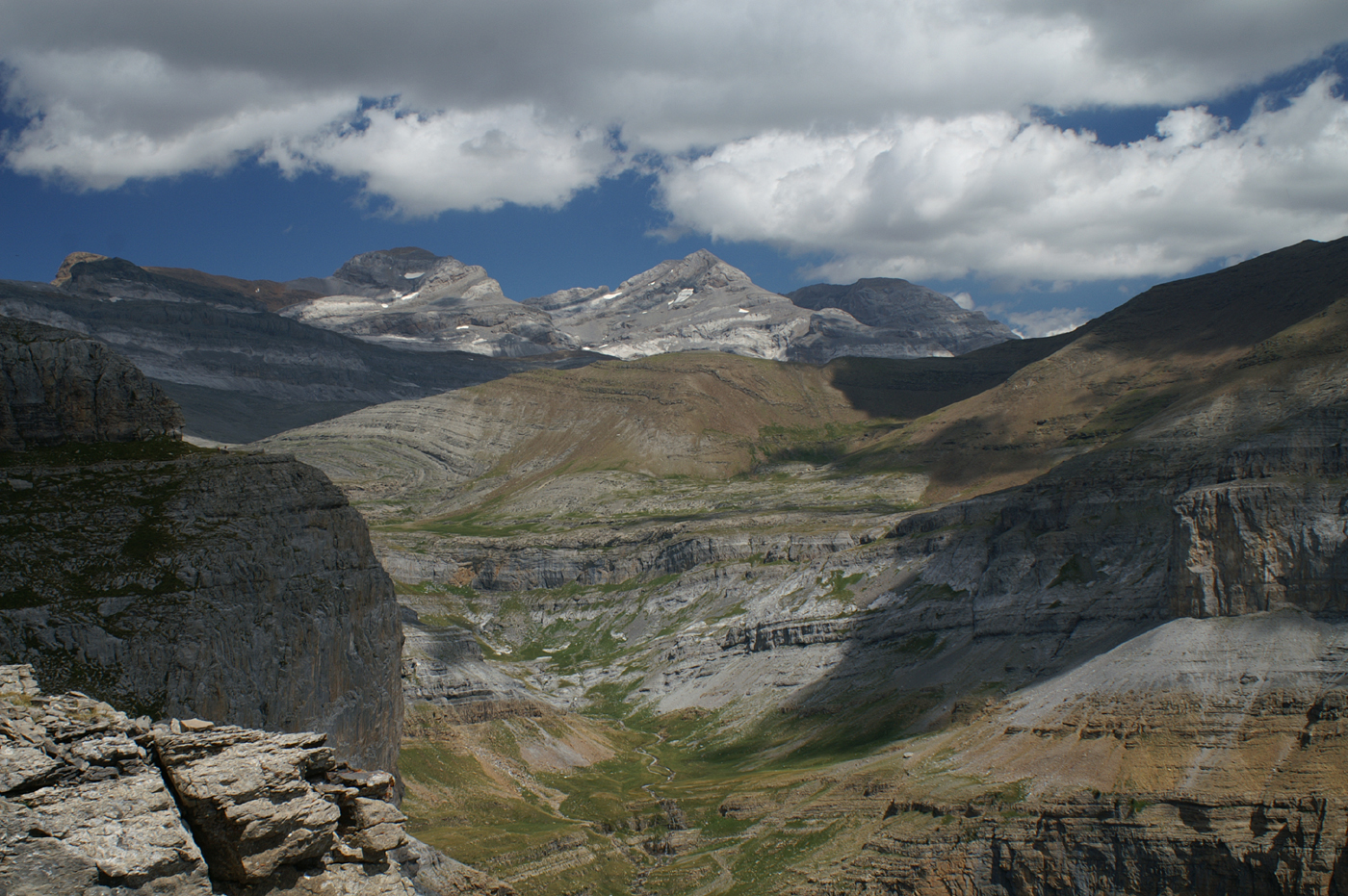
Macizo de Monte Perdido en el centro.
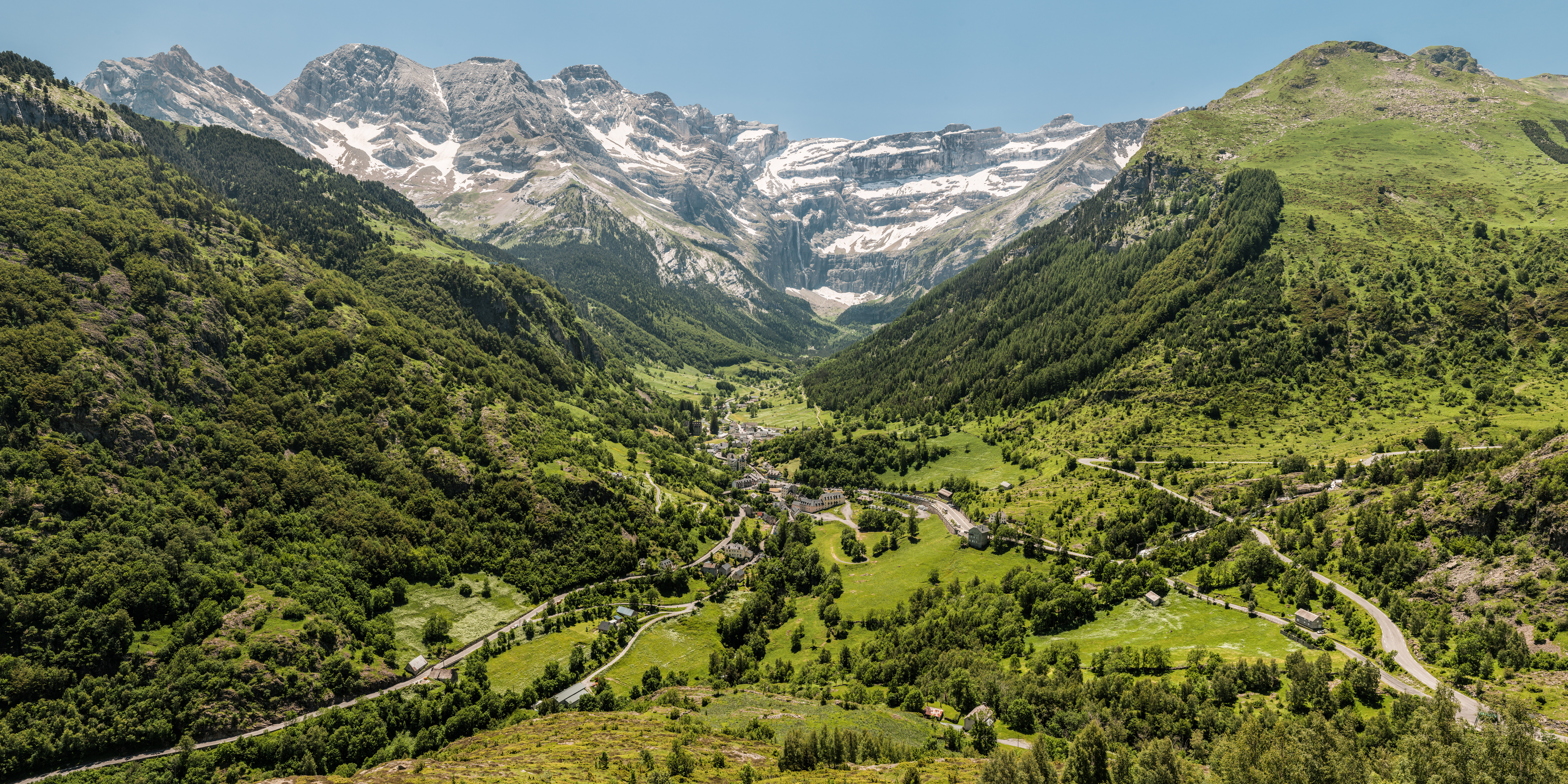
Circo de Gavarnie al norte.
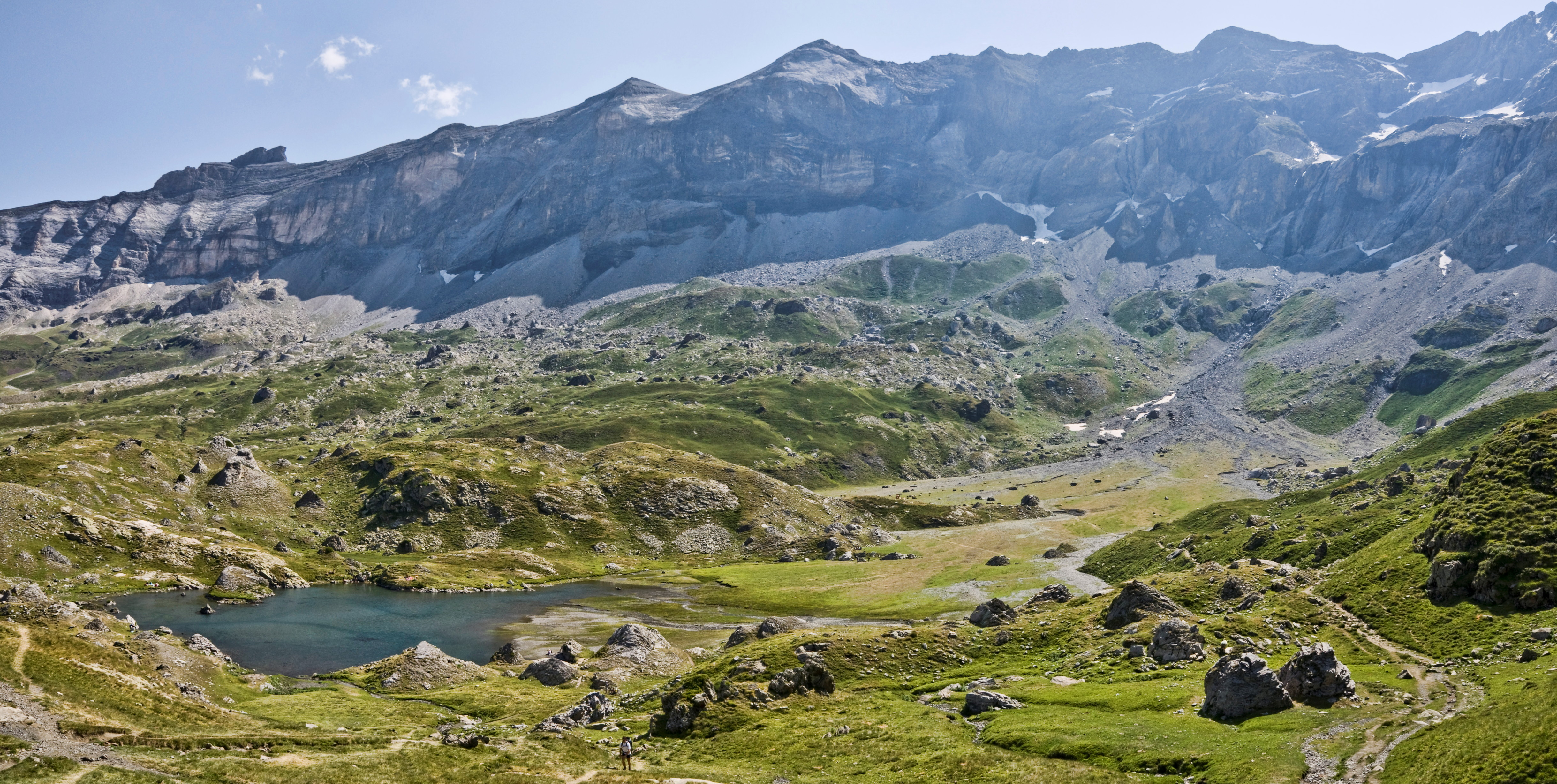
Circo de Troumouse al noreste.
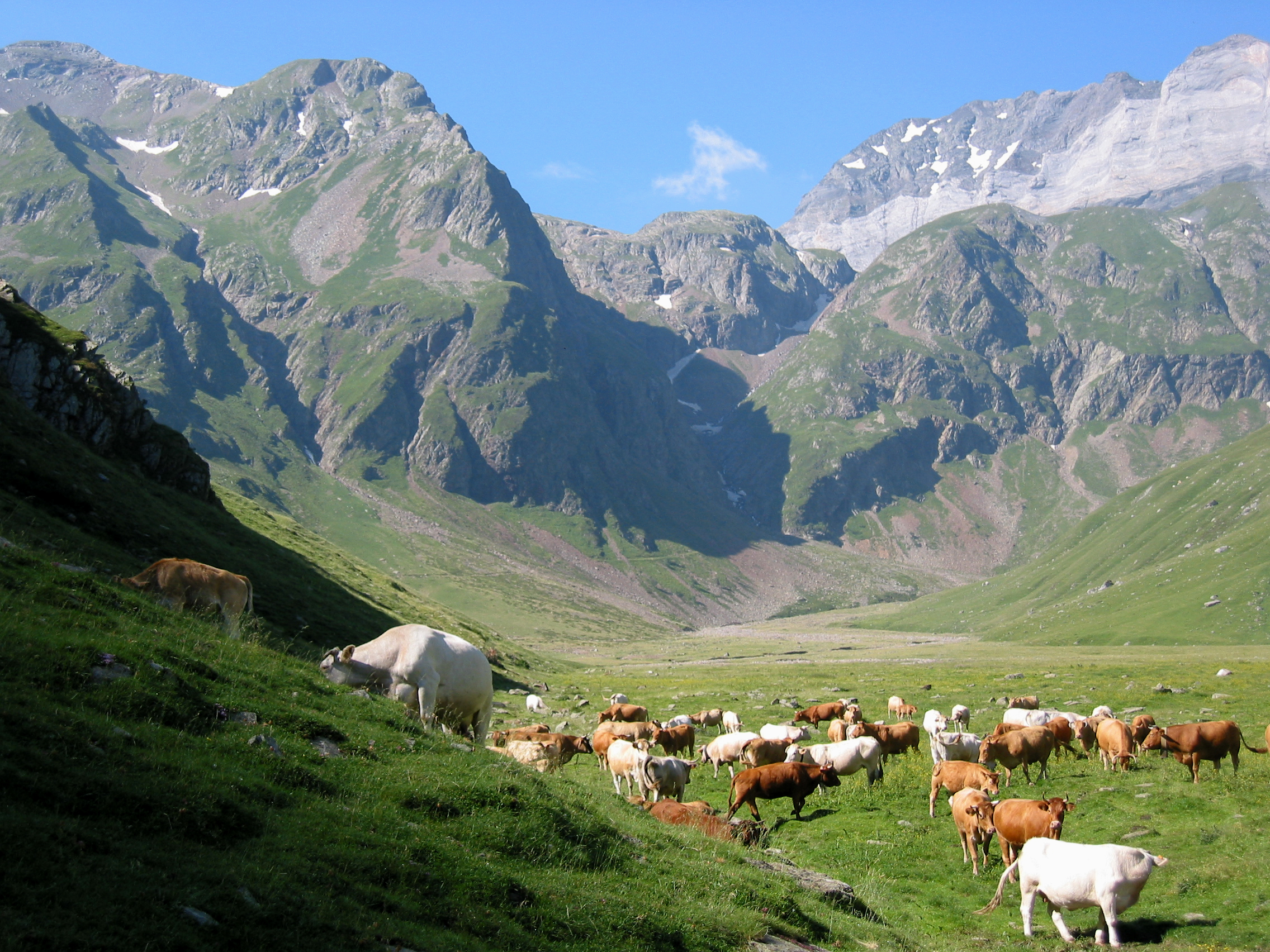
Circo de Barroude en Valle de La Gela al noreste.
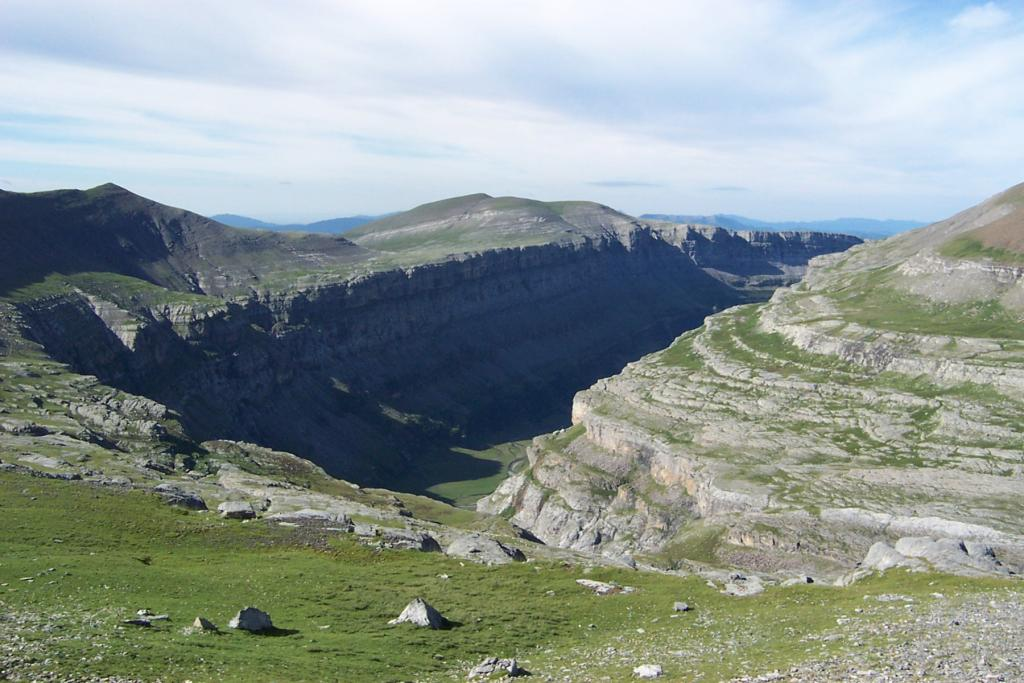
Valle de Ordesa al oeste.
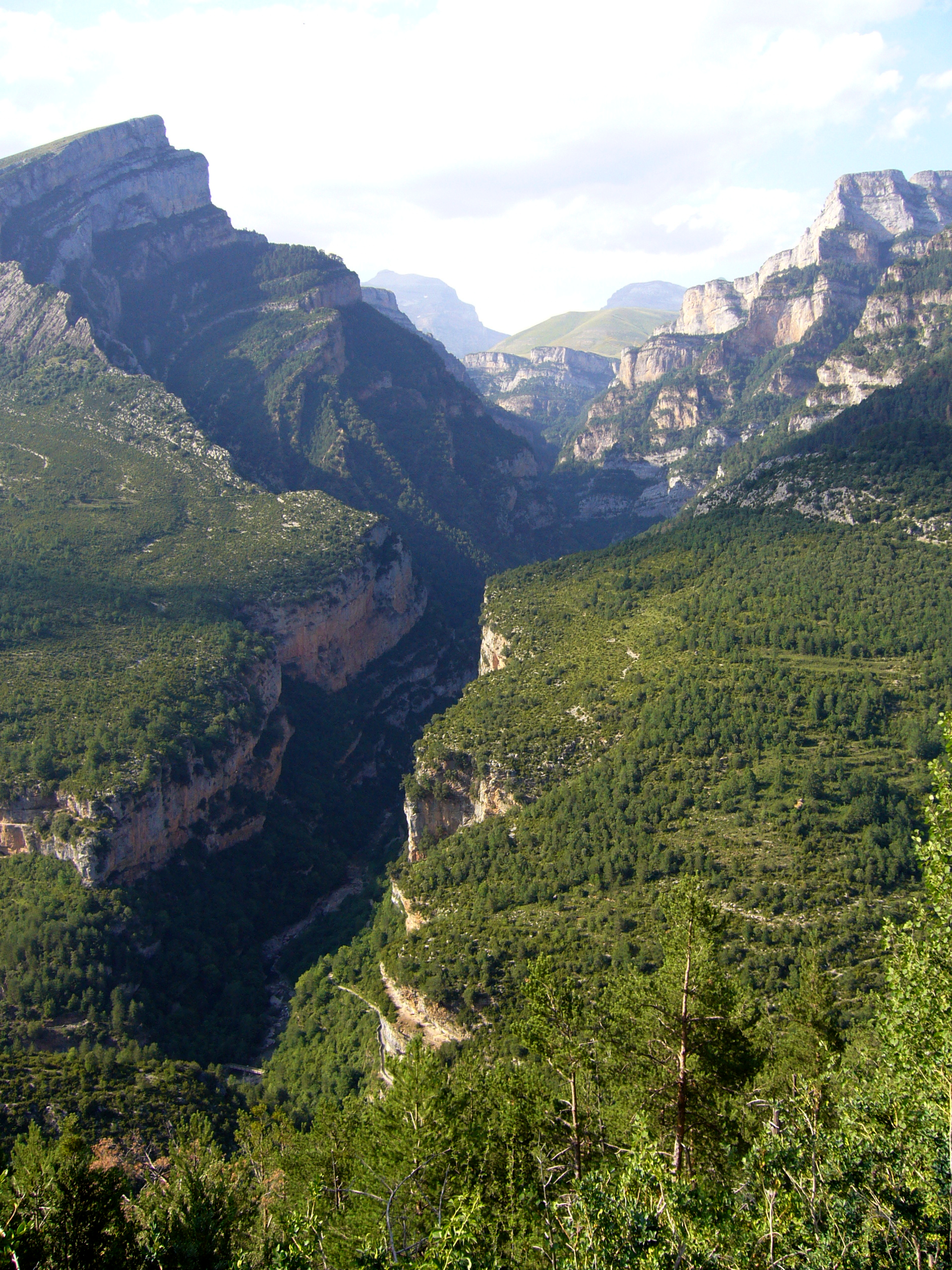
Cañón de Añisclo al sur.
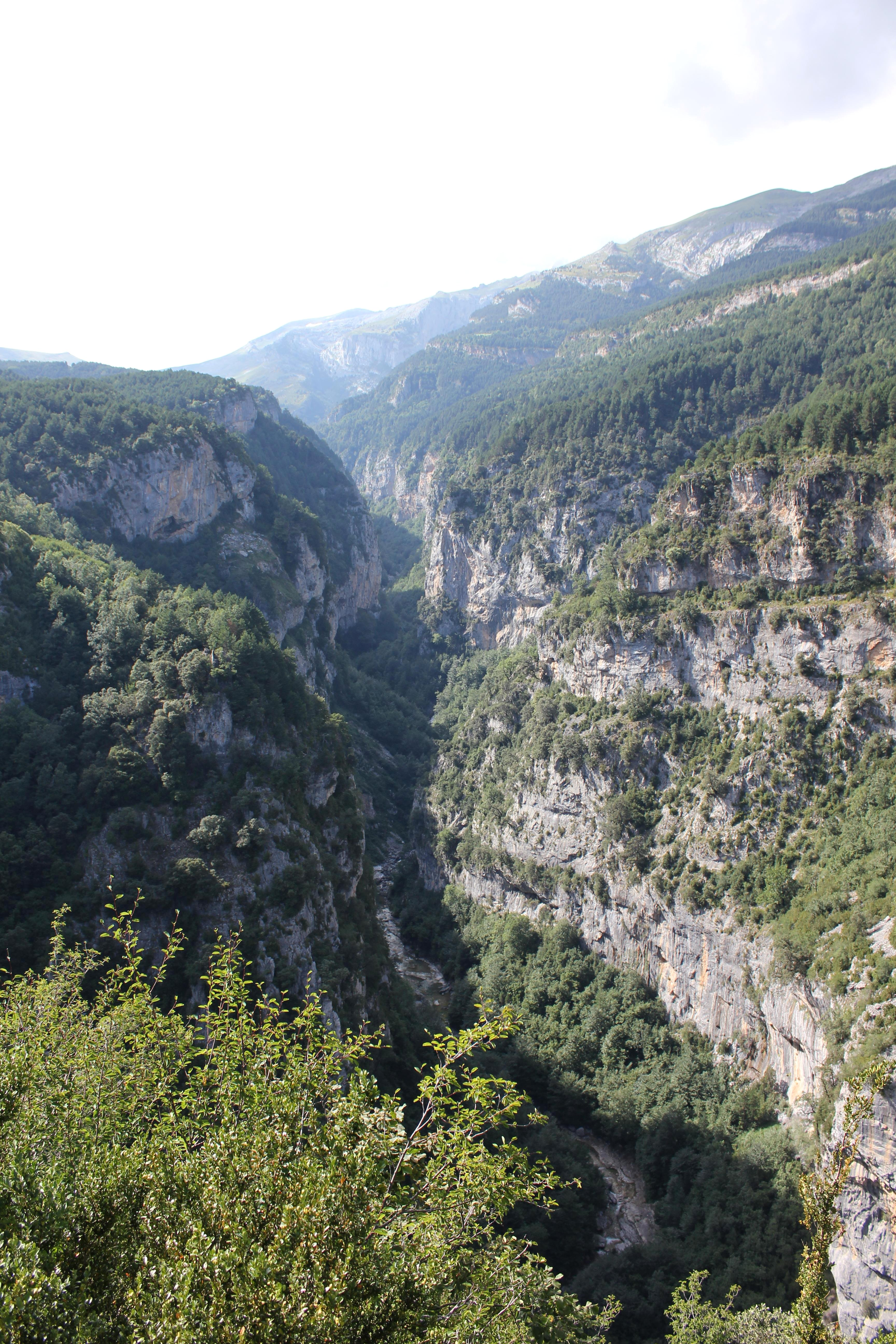
Gargantas de Escuain al sureste.
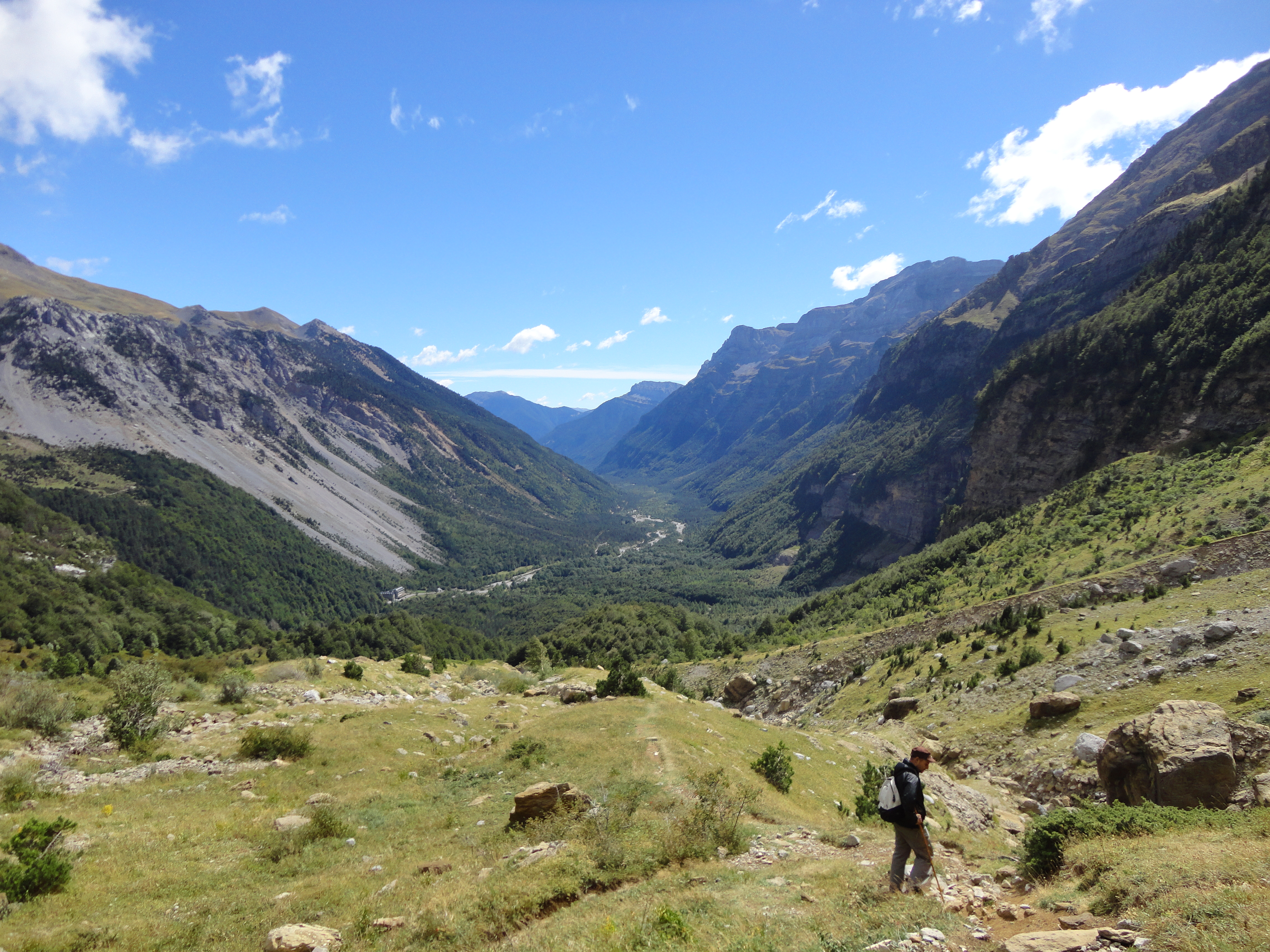
Valle de Pineta al este.